# رومولو فاغنر
رومولو فاغنر هو منافس ألعاب قوى برازيلي، ولد في 26 مايو 1977.

## وصلات خارجية
- رومولو فاغنر على موقع الاتحاد الدولي لألعاب القوى (الإنجليزية)
- رومولو فاغنر على موقع أوليمبيديا (الإنجليزية)